# Sombrero
Pour les articles homonymes, voir Sombrero (homonymie).
 (septembre 2024).

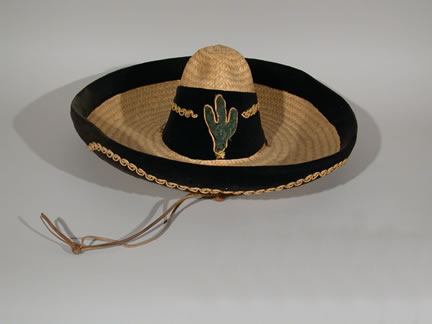
Sombrero de Harry S. Truman.

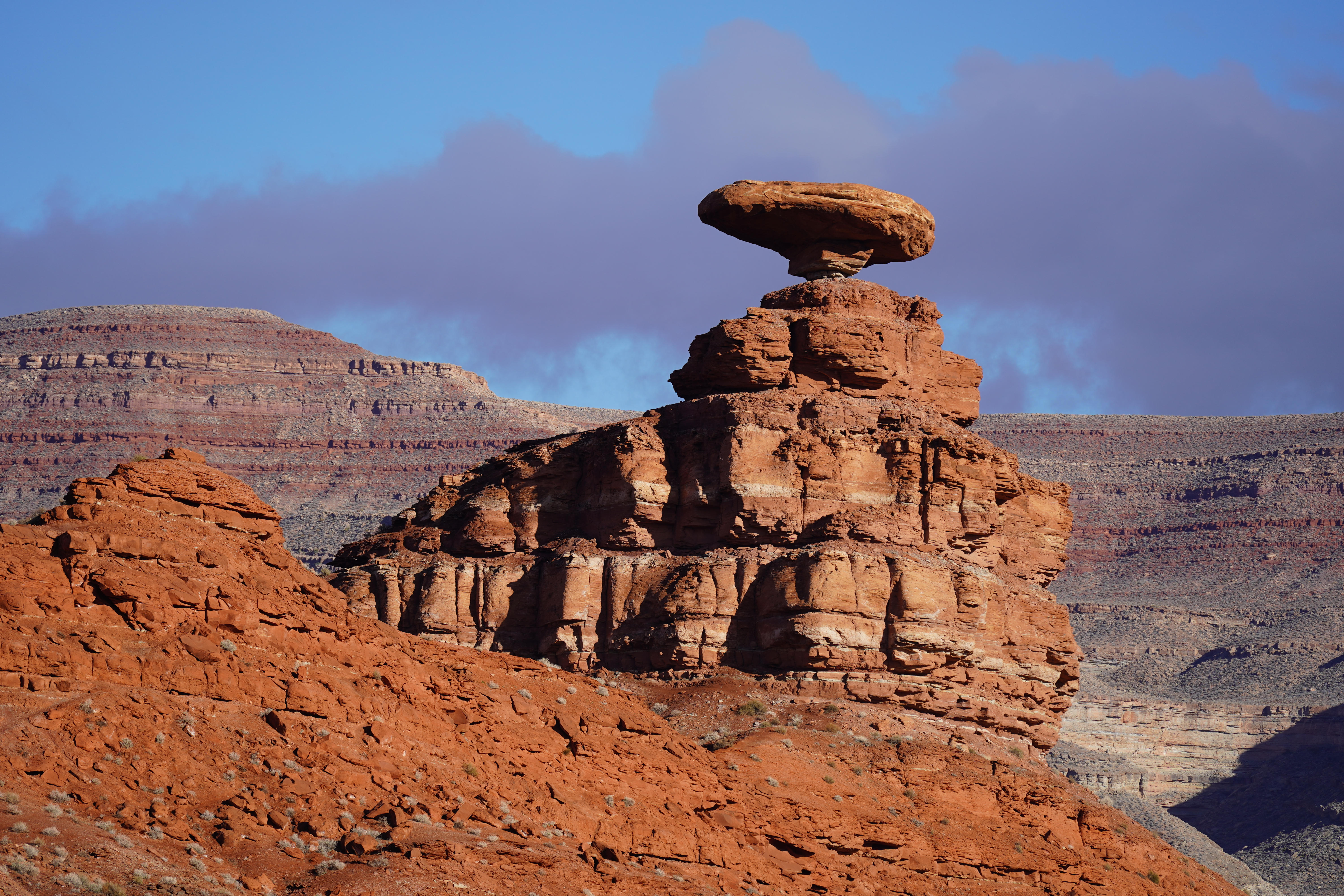
Mexican Hat Rock, formation rocheuse dans comté de San Juan, dans l'Utah, nommée ainsi pour sa ressemblance avec un sombrero.

En français, le mot sombrero ou sombréro désigne généralement un type de chapeau originaire du Mexique.
En espagnol, il s'agit du terme générique pour désigner un chapeau.

## Étymologie
Le mot « sombrero » utilisé en français est un emprunt lexical à l'espagnol, où le terme est utilisé pour désigner tous les chapeaux avec un bord.
Le nom dérive de l'espagnol sombra qui signifie « ombre, obscurité ».
Au Mexique, on doit préciser sombrero charro, puisque le mot sombrero est le terme générique pour dire « chapeau », ou en Espagne sombrero cordobés par exemple. On fait de même dans les autres pays hispanophones. En Colombie, une forme particulière, le sombrero vueltiao, est un symbole national.

## Description
Les sombreros sont généralement assez haut au niveau de la tête et possèdent un bord très large, permettant à ses utilisateurs de se protéger du soleil.
Sa forme spécialement ample s'explique par le climat du Mexique. Il est censé protéger des rayons du soleil, mais aussi de la pluie et du froid non seulement la tête mais aussi le cou et les épaules.
Les chapeaux mexicains continuent d'être un élément essentiel de l'habillement de nombreuses personnes, en particulier des hommes mexicains, et ils semblent indémodables. Bien que leur utilisation puisse varier selon les endroits, leur présence demeure forte. Par exemple, les chapeaux charros mexicains sont parmi les plus iconiques et emblématiques du pays. 
Ces chapeaux sont souvent portés lors de fêtes nationales, de festivals, au travail ou simplement pour se protéger du soleil mexicain. Cependant, tous ces chapeaux partagent une caractéristique commune : ils sont le fruit d'un artisanat de qualité. Leur variété est étroitement liée au climat, aux régions spécifique du Mexique, et aux célébrations en cours.

## Histoire
L'histoire du sombrero mexicain a été le sujet de nombreux débats, car chacun a sa propre interprétation de son origine. Dans les temps modernes, le terme "sombrero" est souvent associé à un chapeau mexicain à larges bords, mais en réalité, le concept de chapeau mexicain trouve ses origines en Espagne. Dès le XVIIe siècle, les Espagnols portaient des "sombreros cordobés", des chapeaux aux bords très larges. Ces chapeaux se caractérisaient par une couronne plate mesurant 10 à 12 cm de hauteur et un bord relativement court et parfaitement plat mesurant de 8 à 12 cm de largeur.
L'origine des sombreros et leurs véritables fabricants ont fait l'objet de nombreuses controverses. Certains[Qui ?] pensent que ces chapeaux ont été popularisés par des métis d'origine européenne et amérindienne travaillant dans le sud des États-Unis et au Mexique. D'autres[Qui ?] affirment que les sombreros ont été créés par les cavaliers de Guadalajara, la capitale de Jalisco, pour compléter leur uniforme. Certains[Qui ?] pensent également que les premiers cow-boys installés au Texas ont adopté le sombrero espagnol comme un moyen efficace de se protéger contre les coups de soleil. Les Philippines ont également adopté l'utilisation de sombreros sous l'influence mexicaine, dans le cadre du commerce entre Manille et Acapulco, en Nouvelle-Espagne, qui a eu lieu de 1565 à 1815.
Enfin, ce chapeau très distinctif et expressif a également sa propre version en Colombie, notamment chez les tribus Zenu.